# 고 (시호)
고는 시호에 쓰이는 글자다. 한국 한자음이 같은 考, 高 두 가지가 있으며, 考는 《일주서》 〈시법해〉에 병덕불회(秉德不回), 대려행절(大慮行節)을 일컫는다고 하며, 高는 시법해에 언급되지는 않으나 최상급의 의미로 쓰인다.

## 고황제(高皇帝)
- 전한 고제
- 조위 고제 조등 (추숭)
- 전진 고제 부등
- 제 고제 소도성
- 남당 고제 이변
- 명 고제 주원장
- 후금 고제 아이신기오로 누르하치
- 대한제국 고제 이성계 (추숭)
- 베트남 후 레 왕조 고제 레러이
- 베트남 응우옌 왕조 고제 응우옌푹아인

## 고왕(高王)
- 발해 고왕 대조영

## 고왕(考王)
- 동주 고왕

## 고공(考公)
- 노 고공
- 등 고공